# Thure Wahlström
Thure Sigurd Wahlström, född 7 augusti 1908 i Karlshamn, död där 25 september 1998, var en svensk målare.
Han var son till snickaren Per Svensson och Tekla Wahlström och från 1953 gift med Gunborg Hultenberg. Efter avslutade studier vid en teknisk yrkesskola för målare 1931 började han ägna sig åt stafflimåleri. För att fördjupa sina kunskaper inom konsten studerade han vid sidan av sitt arbete för Wilhelm Smith i Blekinge 1944–1947 och vid Otte Skölds målarskola 1945 samt Grünewalds målarskola 1946 därefter följde ett stort antal studieresor i Europa 1948–1960. Som flitig resenär kom detta att avspeglas i hans konst med skildringar från ett flertal platser i Sydeuropa men han hämtade även motiv från Blekinge. Separat ställde han ut i bland annat på SDS-hallen i Malmö, Rådhuset i Malmö, Modern konst i hemmiljö, Krognoshuset i Lund och i Växjö, Tranås och Svängsta. Tillsammans med Thure Dahlbeck och Oskar Wickström ställde han ut i Karlshamn och tillsammans med Astrid Rietz på Hälsinglands museum i Hudiksvall samt med Hjalmar Ekberg i Sölvesborg. Han medverkade ett flertal gånger i Sveriges allmänna konstförenings utställningar i Stockholm och flera utställningar med lokal konst i Karlshamn, Karlskrona Sölvesborg och Ronneby. Hans konst består av landskap och några enstaka porträtt. Wahlström är representerad vid Hälsinglands museum i Hudiksvall.
Från 1951 hade Wahlström ett sommarhus på Ekö i Hällaryds skärgård. Han gjorde en modell över Ekö som finns på Karlshamns museum.